# 101461 Dunedin
101461 Dunedin este o planetă minoră (asteroid) din centura de asteroizi. A fost descoperită pe 25 noiembrie 1998 la  de Ian Paul Griffin⁠(d). 
Obiectul prezintă o orbită caracterizată de o semiaxă mare de 2,387903047375 UAi, o excentricitate de 0,16636973271002, o înclinație de 6,8956916618105 ° în raport cu ecliptica.